# Élections présidentielles sous la Cinquième République dans l'Essonne
Depuis l'adoption de la Constitution de la Cinquième République française en 1958, dix élections présidentielles ont eu lieu afin d'élire le président de la République, dont neuf concernent le département de l'Essonne qui a été créé en 1968. Cette page présente les résultats de ces élections dans l'Essonne.

## Synthèse des résultats du second tour
Jusqu'en 1981, l'Essonne vote plus à droite et au centre que la France, plaçant en particulier François Mitterrand (53,55 %) devant Valéry Giscard d'Estaing (46,45 %) en 1974. Le département vote ensuite dans la tendance nationale. En 2017, Emmanuel Macron obtient 6 points de plus qu'au niveau national.
| année | Répartition des exprimés | Répartition des exprimés | Participation (% des inscrits) | Blancs ou nuls (% des votants) |

| 2017 | Emmanuel Macron (72,18 %) (France : 66,10 %) | Marine Le Pen (27,82 %) (France : 33,90 %) | 74,92 % (France : 77,77 %) | 1,8 % (France : 2,47 %) |

| 2012 | François Hollande (53,43 %) (France : 51,64 %) | Nicolas Sarkozy (46,57 %) (France : 48,36 %) | 79,18 % (France : 80,35 %) | 1,69 % (France : 5,82 %) |

| 2007 | Nicolas Sarkozy (52,08 %) (France : 53,06 %) | Ségolène Royal (47,92 %) (France : 46,94 %) | 87,08 % (France : 83,97 %) | 1,1 % (France : 4,20 %) |

| 2002 | Jacques Chirac (84,96 %) (France : 82,21 %) | J.-M. Le Pen (15,04 %) (France : 17,79 %) | 68,18 % (France : 79,71 %) | 2,57 % (France : 3,38 %) |

| 1995 | Jacques Chirac (53,3 %) (France : 52,64 %) | Lionel Jospin (46,7 %) (France : 47,36 %) | 76,77 % (France : 78,38 %) | 2,32 % (France : 2,81 %) |

| 1988 | François Mitterrand (54,95 %) (France : 54,02 %) | Jacques Chirac (45,05 %) (France : 45,98 % %) | 81,78 % (France : 81,35 %) | 1,63 % (France : 2,00 %) |

| 1981 | François Mitterrand (56,52 %) (France : 51,76 %) | Valéry Giscard d'Estaing (43,48 %) (France : 48,24 %) | 82,08 % (France : 81,09 %) | 1,51 % (France : 1,62 %) |

| 1974 | Valéry Giscard d'Estaing (46,45 %) (France : 50,81 %) | François Mitterrand (53,55 %) (France : 49,19 %) | 87,17 % (France : 84,23 %) | 0,62 % (France : 0,92 %) |

| 1969 | Georges Pompidou (57,06 %) (France : 58,21 %) | Alain Poher (42,94 %) (France : 41,79 %) | 81,34 % (France : 77,59 %) | 0,96 % (France : 1,29 %) |

|  | ▲ |

## Résultats détaillés par scrutin

### 2017
Le premier tour de l'élection présidentielle de 2017 voit s'affronter onze candidats. Emmanuel Macron arrive en tête devant Marine Le Pen et tous deux se qualifient pour le second tour. Néanmoins, avec François Fillon et Jean-Luc Mélenchon, les scores des quatre candidats ayant recueilli le plus de voix sont serrés (4,43 points entre le 1er et le 4e). Pour la première fois, aucun des candidats des deux partis politiques pourvoyeurs jusque-là des présidents de la Ve République, n'est présent au second tour. Celui-ci se tient le dimanche 7 mai et se solde par la victoire d'Emmanuel Macron, avec un total de 20 753 798 bulletins de vote en sa faveur, soit 66,10 % des suffrages exprimés, face à la candidate du Front national, qui recueille 33,90 %. Le scrutin est néanmoins marqué par une forte abstention et par un record de votes blancs ou nuls.
Dans l'Essonne, Emmanuel Macron arrive en tête du premier tour avec 26,21 % des exprimés, suivi de Jean-Luc Mélenchon (21,88 %), François Fillon (18,04 %), Marine Le Pen (16,43 %) et Nicolas Dupont-Aignan (7,18 %). Au second tour, les électeurs ont voté à 72,18 % pour Emmanuel Macron contre 27,82 % pour Marine Le Pen avec un taux de participation de 74,92 % des inscrits.
|             | EM          | Emmanuel Macron       | 163 389 | 26,21 %    | 382 650 | 72,18 %    |  |  |
|             | LFi         | Jean-Luc Mélenchon    | 136 392 | 21,88 %    |         |            |  |  |
|             | LR          | François Fillon       | 112 478 | 18,04 %    |         |            |  |  |
|             | FN          | Marine Le Pen         | 102 461 | 16,43 %    | 147 509 | 27,82 %    |  |  |
|             | DlF         | Nicolas Dupont-Aignan | 44 793  | 7,18 %     |         |            |  |  |
|             | PS          | Benoît Hamon          | 42 072  | 6,75 %     |         |            |  |  |
|             | UPR         | François Asselineau   | 7 514   | 1,21 %     |         |            |  |  |
|             | NPA         | Philippe Poutou       | 5 755   | 0,92 %     |         |            |  |  |
|             | RES         | Jean Lassalle         | 4 468   | 0,72 %     |         |            |  |  |
|             | LO          | Nathalie Arthaud      | 2 924   | 0,47 %     |         |            |  |  |
|             | SeP         | Jacques Cheminade     | 1 241   | 0,2 %      |         |            |  |  |
|             |             |                       |         |            |         |            |  |  |
|             |             |                       | Nombre  | % inscrits | Nombre  | % inscrits |  |  |
| Inscrits    | Inscrits    | Inscrits              | 795 227 |            | 795 235 |            |  |  |
| Abstentions | Abstentions | Abstentions           | 157 440 | 19,8 %     | 199 441 | 25,08 %    |  |  |
| Votants     | Votants     | Votants               | 637 787 | 80,2 %     | 595 794 | 74,92 %    |  |  |
|             |             |                       |         |            |         |            |  |  |
|             |             |                       |         | % votants  |         | % votants  |  |  |
| Blancs      | Blancs      | Blancs                | 10 240  | 1,29 %     | 50 347  | 6,33 %     |  |  |
| Nuls        | Nuls        | Nuls                  | 4 060   | 0,51 %     | 15 288  | 1,92 %     |  |  |
| Exprimés    | Exprimés    | Exprimés              | 623 487 | 78,4 %     | 530 159 | 66,67 %    |  |  |

### 2012
Hollande, désigné par le PS à la suite d'une primaire ouverte, devance Sarkozy dès le premier tour de l'élection présidentielle de 2012 : c'est la première fois qu'un président sortant est ainsi devancé. Au second tour, Sarkozy est battu mais par un écart plus faible qu'attendu.
Dans l'Essonne, François Hollande arrive en tête du premier tour avec 30,39 % des exprimés, suivi de Nicolas Sarkozy (25,46 %), Marine Le Pen (15,2 %), Jean-Luc Mélenchon (12,26 %) et François Bayrou (9,33 %). Au second tour, les électeurs ont voté à 53,43 % pour François Hollande contre 46,57 % pour Nicolas Sarkozy avec un taux de participation de 81,75 % des inscrits.
|                | PS             | François Hollande     | 181 506 | 30,39 %    | 317 663 | 53,43 %    |  |  |
|                | UMP            | Nicolas Sarkozy       | 152 079 | 25,46 %    | 276 859 | 46,57 %    |  |  |
|                | FN             | Marine Le Pen         | 90 760  | 15,2 %     |         |            |  |  |
|                | FG             | Jean-Luc Mélenchon    | 73 240  | 12,26 %    |         |            |  |  |
|                | MoDem          | François Bayrou       | 55 738  | 9,33 %     |         |            |  |  |
|                | DLF            | Nicolas Dupont-Aignan | 20 392  | 3,41 %     |         |            |  |  |
|                | EELV           | Éva Joly              | 14 027  | 2,35 %     |         |            |  |  |
|                | NPA            | Philippe Poutou       | 5 591   | 0,94 %     |         |            |  |  |
|                | LO             | Nathalie Arthaud      | 2 462   | 0,41 %     |         |            |  |  |
|                | S&P            | Jacques Cheminade     | 1 456   | 0,24 %     |         |            |  |  |
|                |                |                       |         |            |         |            |  |  |
|                |                |                       | Nombre  | % inscrits | Nombre  | % inscrits |  |  |
| Inscrits       | Inscrits       | Inscrits              | 767 292 |            | 767 568 |            |  |  |
| Abstentions    | Abstentions    | Abstentions           | 159 764 | 20,82 %    | 140 116 | 18,25 %    |  |  |
| Votants        | Votants        | Votants               | 607 528 | 79,18 %    | 627 452 | 81,75 %    |  |  |
|                |                |                       |         |            |         |            |  |  |
|                |                |                       |         | % votants  |         | % votants  |  |  |
| Blancs ou nuls | Blancs ou nuls | Blancs ou nuls        | 10 277  | 1,69 %     | 32 930  | 5,25 %     |  |  |
| Exprimés       | Exprimés       | Exprimés              | 597 251 | 98,31 %    | 594 522 | 98,31 %    |  |  |

### 2007
Au premier tour de l'élection présidentielle de 2007, Sarkozy réussit à capter une partie des voix de Le Pen et arrive largement en tête. Royal est la première femme qualifiée pour le second tour d'une élection présidentielle. Elle est battue avec une avance de 6 points.
Dans l'Essonne, Nicolas Sarkozy arrive en tête du premier tour avec 31,51 % des exprimés, suivi de Ségolène Royal (27,28 %), François Bayrou (20,47 %), Jean-Marie Le Pen (8,65 %) et Olivier Besancenot (3,62 %). Au second tour, les électeurs ont voté à 52,08 % pour Nicolas Sarkozy contre 47,92 % pour Ségolène Royal avec un taux de participation de 85,92 % des inscrits.
|                | UMP            | Nicolas Sarkozy      | 201 596 | 31,51 %    | 319 170 | 52,08 %    |  |  |
|                | PS             | Ségolène Royal       | 174 519 | 27,28 %    | 293 652 | 47,92 %    |  |  |
|                | UDF            | François Bayrou      | 130 961 | 20,47 %    |         |            |  |  |
|                | FN             | Jean-Marie Le Pen    | 55 358  | 8,65 %     |         |            |  |  |
|                | LCR            | Olivier Besancenot   | 23 164  | 3,62 %     |         |            |  |  |
|                | GPA            | Marie-George Buffet  | 12 638  | 1,98 %     |         |            |  |  |
|                | MPF            | Philippe de Villiers | 11 773  | 1,84 %     |         |            |  |  |
|                | Les Verts      | Dominique Voynet     | 11 448  | 1,79 %     |         |            |  |  |
|                | LO             | Arlette Laguiller    | 7 178   | 1,12 %     |         |            |  |  |
|                | SE             | José Bové            | 6 619   | 1,03 %     |         |            |  |  |
|                | CPNT           | Frédéric Nihous      | 3 014   | 0,47 %     |         |            |  |  |
|                | CNRSP          | Gérard Schivardi     | 1 555   | 0,24 %     |         |            |  |  |
|                |                |                      |         |            |         |            |  |  |
|                |                |                      | Nombre  | % inscrits | Nombre  | % inscrits |  |  |
| Inscrits       | Inscrits       | Inscrits             | 742 932 |            | 743 090 |            |  |  |
| Abstentions    | Abstentions    | Abstentions          | 96 023  | 12,92 %    | 104 656 | 14,08 %    |  |  |
| Votants        | Votants        | Votants              | 646 909 | 87,08 %    | 638 434 | 85,92 %    |  |  |
|                |                |                      |         |            |         |            |  |  |
|                |                |                      |         | % votants  |         | % votants  |  |  |
| Blancs ou nuls | Blancs ou nuls | Blancs ou nuls       | 7 086   | 1,1 %      | 25 612  | 4,01 %     |  |  |
| Exprimés       | Exprimés       | Exprimés             | 639 823 | 98,9 %     | 612 822 | 95,99 %    |  |  |

### 2002
Après cinq années de cohabitation, un duel est attendu entre Chirac et le Premier ministre Jospin lors de l'élection présidentielle de 2002, mais, à la surprise générale, ce dernier est devancé par Le Pen au premier tour. Au second tour, Chirac bénéficie du ralliement de la gauche et reçoit un score sans précédent. Il s'agit de la première élection pour un mandat de cinq ans et non plus sept.
Dans l'Essonne, Jacques  Chirac arrive en tête du premier tour avec 19,11 % des exprimés, suivi de Lionel  Jospin (16,83 %), Jean-Marie  Le Pen (15,96 %), Jean-Pierre  Chevenement (7,3 %) et François Bayrou (7,14 %). Au second tour, les électeurs ont voté à 84,96 % pour Jacques  Chirac contre 15,04 % pour Jean-Marie  Le Pen avec un taux de participation de 81,01 % des inscrits.
|                | RPR            | Jacques Chirac          | 86 563  | 19,11 %    | 448 940 | 84,96 %    |  |  |
|                | PS             | Lionel Jospin           | 76 215  | 16,83 %    |         |            |  |  |
|                | FN             | Jean-Marie Le Pen       | 72 286  | 15,96 %    | 79 451  | 15,04 %    |  |  |
|                | MC             | Jean-Pierre Chevènement | 33 059  | 7,3 %      |         |            |  |  |
|                | UDF            | François Bayrou         | 32 319  | 7,14 %     |         |            |  |  |
|                | Les Verts      | Noël Mamère             | 28 029  | 6,19 %     |         |            |  |  |
|                | LO             | Arlette Laguiller       | 24 612  | 5,43 %     |         |            |  |  |
|                | DL             | Alain Madelin           | 17 702  | 3,91 %     |         |            |  |  |
|                | LCR            | Olivier Besancenot      | 17 139  | 3,78 %     |         |            |  |  |
|                | PC             | Robert Hue              | 15 562  | 3,44 %     |         |            |  |  |
|                | PRG            | Christiane Taubira      | 15 555  | 3,43 %     |         |            |  |  |
|                | Cap21          | Corinne Lepage          | 10 627  | 2,35 %     |         |            |  |  |
|                | MNR            | Bruno Mégret            | 9 556   | 2,11 %     |         |            |  |  |
|                | CPNT           | Jean Saint-Josse        | 7 194   | 1,59 %     |         |            |  |  |
|                | FRS            | Christine Boutin        | 4 517   | 1 %        |         |            |  |  |
|                | PT             | Daniel Gluckstein       | 1 986   | 0,44 %     |         |            |  |  |
|                |                |                         |         |            |         |            |  |  |
|                |                |                         | Nombre  | % inscrits | Nombre  | % inscrits |  |  |
| Inscrits       | Inscrits       | Inscrits                | 681 760 |            | 681 798 |            |  |  |
| Abstentions    | Abstentions    | Abstentions             | 216 913 | 31,82 %    | 129 501 | 18,99 %    |  |  |
| Votants        | Votants        | Votants                 | 464 847 | 68,18 %    | 552 297 | 81,01 %    |  |  |
|                |                |                         |         |            |         |            |  |  |
|                |                |                         |         | % votants  |         | % votants  |  |  |
| Blancs ou nuls | Blancs ou nuls | Blancs ou nuls          | 11 926  | 2,57 %     | 23 906  | 4,33 %     |  |  |
| Exprimés       | Exprimés       | Exprimés                | 452 921 | 97,43 %    | 528 391 | 95,67 %    |  |  |

### 1995
Après une nouvelle cohabitation et alors que la droite est particulièrement divisée entre Chirac et le Premier ministre Balladur, Jospin réussit à arriver en tête au premier tour de l'élection présidentielle de 1995, malgré la très lourde défaite de la gauche aux législatives de 1993. Au second tour, il est battu par Chirac.
Dans l'Essonne, Lionel Jospin arrive en tête du premier tour avec 24,13 % des exprimés, suivi de Jacques Chirac (22,79 %), Édouard Balladur (15,55 %), Jean-Marie Le Pen (14,34 %) et Robert Hue (9,1 %). Au second tour, les électeurs ont voté à 53,3 % pour Jacques Chirac contre 46,7 % pour Lionel Jospin avec un taux de participation de 80,71 % des inscrits.
|                | PS             | Lionel Jospin        | 123 720 | 24,13 %    | 242 705 | 46,7 %     |  |  |
|                | RPR            | Jacques Chirac       | 116 811 | 22,79 %    | 277 012 | 53,3 %     |  |  |
|                | RPR            | Édouard Balladur     | 79 700  | 15,55 %    |         |            |  |  |
|                | FN             | Jean-Marie Le Pen    | 73 534  | 14,34 %    |         |            |  |  |
|                | PC             | Robert Hue           | 46 645  | 9,1 %      |         |            |  |  |
|                | LO             | Arlette Laguiller    | 30 757  | 6 %        |         |            |  |  |
|                | MPF            | Philippe de Villiers | 20 190  | 3,94 %     |         |            |  |  |
|                | Les Verts      | Dominique Voynet     | 20 068  | 3,91 %     |         |            |  |  |
|                | S&P            | Jacques Cheminade    | 1 194   | 0,23 %     |         |            |  |  |
|                |                |                      |         |            |         |            |  |  |
|                |                |                      | Nombre  | % inscrits | Nombre  | % inscrits |  |  |
| Inscrits       | Inscrits       | Inscrits             | 683 626 |            | 683 504 |            |  |  |
| Abstentions    | Abstentions    | Abstentions          | 158 839 | 23,23 %    | 131 881 | 19,29 %    |  |  |
| Votants        | Votants        | Votants              | 524 787 | 76,77 %    | 551 623 | 80,71 %    |  |  |
|                |                |                      |         |            |         |            |  |  |
|                |                |                      |         | % votants  |         | % votants  |  |  |
| Blancs ou nuls | Blancs ou nuls | Blancs ou nuls       | 12 168  | 2,32 %     | 31 906  | 5,78 %     |  |  |
| Exprimés       | Exprimés       | Exprimés             | 512 619 | 97,68 %    | 519 717 | 94,22 %    |  |  |

### 1988
Après deux ans de cohabitation, Mitterrand affronte le Premier ministre Chirac lors de l'élection présidentielle de 1988. Le Pen obtient au premier tour un score jusque-là sans précédent pour un parti d'extrême droite. Au second tour, Mitterrand est facilement réélu.
Dans l'Essonne, François Mitterrand arrive en tête du premier tour avec 32,94 % des exprimés, suivi de Jacques Chirac (19,34 %), Raymond Barre (15,84 %), Jean-Marie Le Pen (14,98 %) et André Lajoinie (6,86 %). Au second tour, les électeurs ont voté à 54,95 % pour François Mitterrand contre 45,05 % pour Jacques Chirac avec un taux de participation de 84,04 % des inscrits.
|                | PS                    | François Mitterrand | 168 543 | 32,94 %    | 282 319 | 54,95 %    |  |  |
|                | RPR                   | Jacques Chirac      | 98 927  | 19,34 %    | 231 433 | 45,05 %    |  |  |
|                | SE                    | Raymond Barre       | 81 061  | 15,84 %    |         |            |  |  |
|                | FN                    | Jean-Marie Le Pen   | 76 656  | 14,98 %    |         |            |  |  |
|                | PC                    | André Lajoinie      | 35 100  | 6,86 %     |         |            |  |  |
|                | Les Verts             | Antoine Waechter    | 22 179  | 4,33 %     |         |            |  |  |
|                | Communiste rénovateur | Pierre Juquin       | 17 509  | 3,42 %     |         |            |  |  |
|                | LO                    | Arlette Laguiller   | 9 569   | 1,87 %     |         |            |  |  |
|                | MPT                   | Pierre Boussel      | 2 094   | 0,41 %     |         |            |  |  |
|                |                       |                     |         |            |         |            |  |  |
|                |                       |                     | Nombre  | % inscrits | Nombre  | % inscrits |  |  |
| Inscrits       | Inscrits              | Inscrits            | 636 023 |            | 635 963 |            |  |  |
| Abstentions    | Abstentions           | Abstentions         | 115 888 | 18,22 %    | 101 502 | 15,96 %    |  |  |
| Votants        | Votants               | Votants             | 520 135 | 81,78 %    | 534 461 | 84,04 %    |  |  |
|                |                       |                     |         |            |         |            |  |  |
|                |                       |                     |         | % votants  |         | % votants  |  |  |
| Blancs ou nuls | Blancs ou nuls        | Blancs ou nuls      | 8 497   | 1,63 %     | 20 709  | 3,87 %     |  |  |
| Exprimés       | Exprimés              | Exprimés            | 511 638 | 98,37 %    | 513 752 | 96,13 %    |  |  |

### 1981
Lors de l'élection présidentielle de 1981, Giscard d'Estaing arrive en tête au premier tour et affronte, comme la fois précédente, Mitterrand. Pour la première fois, un président sortant est battu : Mitterrand devient le premier président de gauche de la Ve République.
Dans l'Essonne, François Mitterrand arrive en tête du premier tour avec 26,66 % des exprimés, suivi de Valéry Giscard d'Estaing (22,89 %), Jacques Chirac (18,12 %), Georges Marchais (16,81 %) et Brice Lalonde (5,35 %). Au second tour, les électeurs ont voté à 53,55 % pour François Mitterrand contre 43,48 % pour Valéry Giscard d'Estaing avec un taux de participation de 86,44 % des inscrits.
|                | PS             | François Mitterrand      | 128 184 | 26,66 %    | 280 781 | 56,52 %    |  |  |
|                | UDF            | Valéry Giscard d'Estaing | 110 048 | 22,89 %    | 216 024 | 43,48 %    |  |  |
|                | RPR            | Jacques Chirac           | 87 091  | 18,12 %    |         |            |  |  |
|                | PC             | Georges Marchais         | 80 789  | 16,81 %    |         |            |  |  |
|                | MEP            | Brice Lalonde            | 25 736  | 5,35 %     |         |            |  |  |
|                | MRG            | Michel Crépeau           | 13 712  | 2,85 %     |         |            |  |  |
|                | LO             | Arlette Laguiller        | 11 257  | 2,34 %     |         |            |  |  |
|                | Divers droite  | Michel Debré             | 8 294   | 1,73 %     |         |            |  |  |
|                | Divers droite  | Marie-France Garaud      | 8 076   | 1,68 %     |         |            |  |  |
|                | PSU            | Huguette Bouchardeau     | 7 545   | 1,57 %     |         |            |  |  |
|                |                |                          |         |            |         |            |  |  |
|                |                |                          | Nombre  | % inscrits | Nombre  | % inscrits |  |  |
| Inscrits       | Inscrits       | Inscrits                 | 594 642 |            | 594 421 |            |  |  |
| Abstentions    | Abstentions    | Abstentions              | 106 549 | 17,92 %    | 80 627  | 13,56 %    |  |  |
| Votants        | Votants        | Votants                  | 488 093 | 82,08 %    | 513 794 | 86,44 %    |  |  |
|                |                |                          |         |            |         |            |  |  |
|                |                |                          |         | % votants  |         | % votants  |  |  |
| Blancs ou nuls | Blancs ou nuls | Blancs ou nuls           | 7 361   | 1,51 %     | 16 989  | 3,31 %     |  |  |
| Exprimés       | Exprimés       | Exprimés                 | 480 732 | 98,49 %    | 496 805 | 96,69 %    |  |  |

### 1974
L'élection présidentielle de 1974 est une élection anticipée à la suite de la mort de Pompidou. Mitterrand, candidat unique de la gauche, est largement en tête au premier tour devant Giscard d'Estaing, qui distance lui-même Chaban-Delmas. Au terme d'une campagne animée, marquée par un débat télévisé tendu, Giscard d'Estaing l'emporte avec une très courte avance.
Dans l'Essonne, François Mitterrand arrive en tête du premier tour avec 46,88 % des exprimés, suivi de Valéry Giscard d'Estaing (30,68 %), Jacques Chaban-Delmas (12,79 %), Jean Royer (2,79 %) et René Dumont (2,31 %). Au second tour, les électeurs ont voté à 53,55 % pour François Mitterrand contre 46,45 % pour Valéry Giscard d'Estaing avec un taux de participation de 89,37 % des inscrits.
|                | PS             | François Mitterrand      | 176 308 | 46,88 %    | 204 803 | 53,55 %    |  |  |
|                | RI             | Valéry Giscard d'Estaing | 115 382 | 30,68 %    | 177 664 | 46,45 %    |  |  |
|                | UDR            | Jacques Chaban-Delmas    | 48 080  | 12,79 %    |         |            |  |  |
|                | SE             | Jean Royer               | 10 479  | 2,79 %     |         |            |  |  |
|                | SE, écologiste | René Dumont              | 8 671   | 2,31 %     |         |            |  |  |
|                | LO             | Arlette Laguiller        | 8 437   | 2,24 %     |         |            |  |  |
|                | FN             | Jean-Marie Le Pen        | 3 228   | 0,86 %     |         |            |  |  |
|                | MDSF           | Émile Muller             | 2 484   | 0,66 %     |         |            |  |  |
|                | FCR            | Alain Krivine            | 1 587   | 0,42 %     |         |            |  |  |
|                | NAR            | Bertrand Renouvin        | 629     | 0,17 %     |         |            |  |  |
|                | MFE            | Jean-Claude Sebag        | 585     | 0,16 %     |         |            |  |  |
|                |                |                          |         |            |         |            |  |  |
|                |                |                          | Nombre  | % inscrits | Nombre  | % inscrits |  |  |
| Inscrits       | Inscrits       | Inscrits                 | 434 143 |            | 433 645 |            |  |  |
| Abstentions    | Abstentions    | Abstentions              | 55 722  | 12,83 %    | 46 079  | 10,63 %    |  |  |
| Votants        | Votants        | Votants                  | 378 421 | 87,17 %    | 387 566 | 89,37 %    |  |  |
|                |                |                          |         |            |         |            |  |  |
|                |                |                          |         | % votants  |         | % votants  |  |  |
| Blancs ou nuls | Blancs ou nuls | Blancs ou nuls           | 2 358   | 0,62 %     | 5 099   | 1,32 %     |  |  |
| Exprimés       | Exprimés       | Exprimés                 | 376 063 | 99,38 %    | 382 467 | 98,68 %    |  |  |

### 1969
L'élection présidentielle de 1969 est une élection anticipée à la suite de la démission de De Gaulle. La gauche se lance désunie dans la course et, bien que Duclos (PCF) manque de le devancer, c'est le président par intérim Poher qui accède au second tour face à l'ex-Premier ministre Pompidou. Alors que Duclos refuse d'appeler à voter au second tour pour « bonnet blanc ou blanc bonnet », Pompidou est finalement largement élu.
Dans l'Essonne, Georges Pompidou arrive en tête du premier tour avec 39,57 % des exprimés, suivi de Jacques Duclos (27,02 %), Alain Poher (21,29 %), Michel Rocard (5,07 %) et Gaston Defferre (4,55 %). Au second tour, les électeurs ont voté à 57,06 % pour Georges Pompidou contre 42,94 % pour Alain Poher avec un taux de participation de 64,37 % des inscrits.
|                | UDR            | Georges Pompidou | 114 515 | 39,57 %    | 121 661 | 57,06 %    |  |  |
|                | PC             | Jacques Duclos   | 78 205  | 27,02 %    |         |            |  |  |
|                | CD             | Alain Poher      | 61 625  | 21,29 %    | 91 556  | 42,94 %    |  |  |
|                | PSU            | Michel Rocard    | 14 667  | 5,07 %     |         |            |  |  |
|                | SFIO           | Gaston Defferre  | 13 163  | 4,55 %     |         |            |  |  |
|                | LC             | Alain Krivine    | 3 890   | 1,34 %     |         |            |  |  |
|                | SE             | Louis Ducatel    | 3 340   | 1,15 %     |         |            |  |  |
|                |                |                  |         |            |         |            |  |  |
|                |                |                  | Nombre  | % inscrits | Nombre  | % inscrits |  |  |
| Inscrits       | Inscrits       | Inscrits         | 359 266 |            | 358 779 |            |  |  |
| Abstentions    | Abstentions    | Abstentions      | 67 044  | 18,66 %    | 127 828 | 35,63 %    |  |  |
| Votants        | Votants        | Votants          | 292 222 | 81,34 %    | 230 951 | 64,37 %    |  |  |
|                |                |                  |         |            |         |            |  |  |
|                |                |                  |         | % votants  |         | % votants  |  |  |
| Blancs ou nuls | Blancs ou nuls | Blancs ou nuls   | 2 817   | 0,96 %     | 17 734  | 7,68 %     |  |  |
| Exprimés       | Exprimés       | Exprimés         | 289 405 | 99,04 %    | 213 217 | 92,32 %    |  |  |